# Storängstorp
Storängstorp är en historisk egendom och bostadsområde i södra Karlskoga, beläget vid länsväg 205. Det ligger strax söder om Aggerud, omedelbart nordväst om handelsområdet Storängen och öster om Smedstorp. Gården Storängstorp var i ägo av familjen af Geijerstam från och med 1799.

## Historia
Löjtnant Anton af Geijerstam, son till Emanuel af Geijerstam, bodde på egendomen 1799, där han avled 1820. Innan dess bodde där en Jonas Lindberg. Efter af Geijerstams död ärvdes egendomen av hans änka, Christina Charlotta af Geijerstam, född Sundell. Därefter förvärvades egendomen av Nils Olofsson och senare av nämndeman Peter Persson. 1883 listas egendomen som "kronolänsmansboställe".
Det ingick tidigare i Högåsens skolområde, och bebyggdes omkring 1990-talet med villor, och i november 2022 meddelades att området, i anslutning till Smedstorp, nordväst om egendomen har identifierats som en potentiell plats för fortsatt bostadsutveckling.